# Paucartambo (provins)
Paucartambo (spanska: Provincia de Paucartambo) är en av de tretton provinser som utgör departementet Cusco. Den gränsar i norr till Madre de Dios, i öster och söder till provinsen Quispicanchi, och i väster till provinsen Calca.

## Historik
Provinsen skapades den 21 juni 1825 på order av Simón Bolívar.

## Indelning
Provinsen har en yta av 6295,01 km² och är indelad i sex distrikt. Befolkningen i provinsen uppgick till 42 504 invånare enligt 2017 års folkräkning.
Provinsen är indelad i sex distrikt, som vart och ett leds av en borgmästare (alcalde). Distrikten, med invånarantalet (2017) är:
| Distrikt i provinsen Paucartambo | Distrikt i provinsen Paucartambo |
| -------------------------------- | -------------------------------- |
| Distrikt                         | Befolkning (2017)                |
| Paucartambo                      | 11 871                           |
| Caicay                           | 2 716                            |
| Challabamba                      | 8 433                            |
| Colquepata                       | 8 170                            |
| Huancarani                       | 6 911                            |
| Kosñipata                        | 4 403                            |
| Total                            | 42 504                           |

## Centralort
Centralort i provinsen är staden Paucartambo.